# Aegiphila

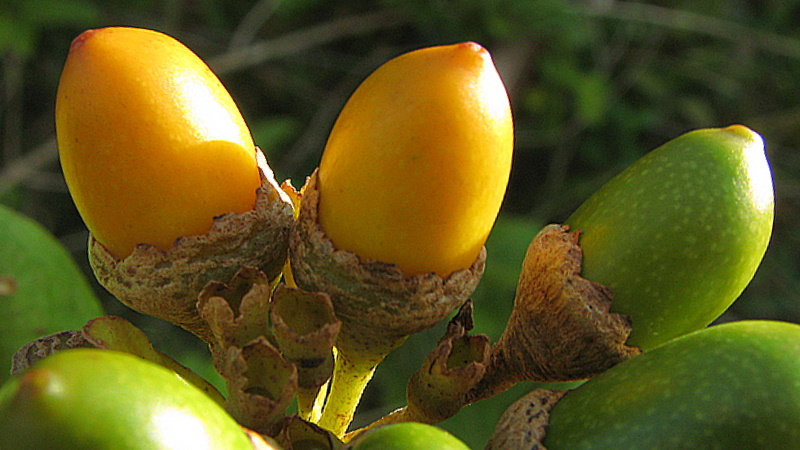
Aegiphila fluminensis

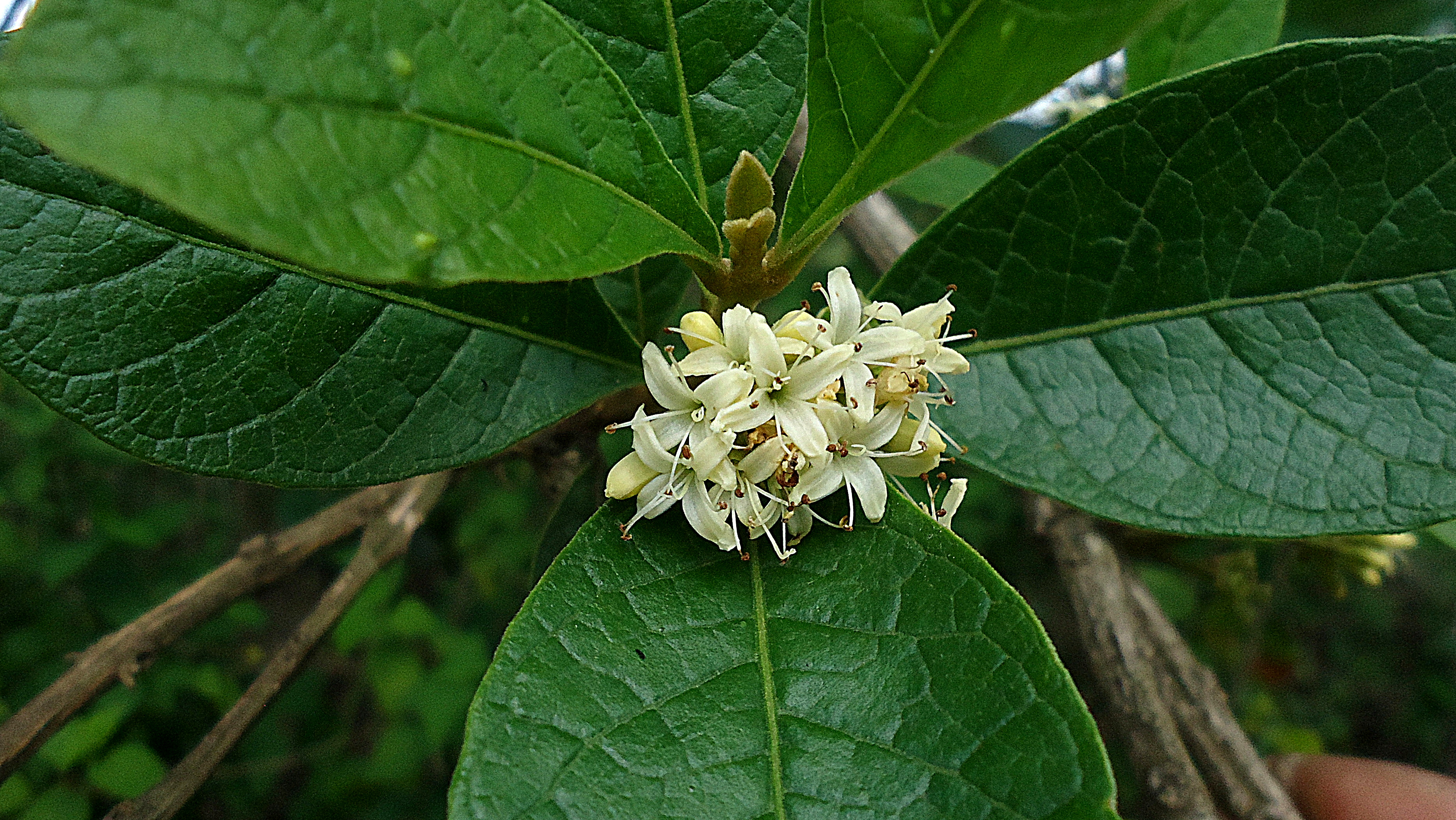
Aegiphila macrantha

Aegiphila là một chi thực vật có hoa trong họ Hoa môi (Lamiaceae).

## Loài
Chi Aegiphila gồm các loài:
1. Aegiphila aculeifera Moldenke - Colombia
2. Aegiphila alba Moldenke - Colombia, Ecuador, Peru
3. Aegiphila anomala Pittier - Colombia, Panama, Costa Rica
4. Aegiphila aracaensis Aymard & Cuello - Serra do Aracá in the State of Amazonas in Brazil
5. Aegiphila arcta Moldenke - Yaracuy State in Venezuela
6. Aegiphila australis Moldenke - Santa Catarina in Brazil
7. Aegiphila bogotensis (Spreng.) Moldenke - Colombia, Ecuador, Venezuela
8. Aegiphila boliviana Moldenke - Ecuador, Peru, Bolivia
9. Aegiphila brachiata Vell. - Brazil, Argentina, Bolivia, Paraguay, Uruguay
10. Aegiphila bracteolosa Moldenke - Guyana, Venezuela, Bolivia, Colombia, Peru, northwestern Brazil
11. Aegiphila brenesii Hammel - Costa Rica
12. Aegiphila breviflora (Rusby) Moldenke - Bolivia
13. Aegiphila buchtienii Moldenke - Bolivia
14. Aegiphila candelabrum Briq - Brazil, Argentina, Paraguay
15. Aegiphila capitata Moldenke - São Paulo
16. Aegiphila casseliiformis Schauer  - southeastern Brazil
17. Aegiphila catatumbensis Moldenke - Venezuela
18. Aegiphila caucensis Moldenke - Colombia, Peru
19. Aegiphila caymanensis Moldenke - Grand Cayman Island
20. Aegiphila cephalophora Standl. - Panama, Costa Rica
21. Aegiphila chrysantha Hayek - Bolivia, Peru, Ecuador, Brazil
22. Aegiphila conturbata Moldenke - eastern Brazil
23. Aegiphila cordata Poepp. - Ecuador, Colombia, Peru, northwestern Brazil
24. Aegiphila cordifolia (Ruiz y Pavón) Moldenke - Peru, Ecuador
25. †Aegiphila coriacea Moldenke - Brazil; probably extinct
26. Aegiphila costaricensis Moldenke - southern Mexico, Central America, Colombia, Venezuela
27. Aegiphila cuatrecasasii Moldenke - Ecuador, Colombia
28. Aegiphila cuneata Moldenke - Peru, Ecuador, Acre State in Brazil
29. Aegiphila dentata Moldenke - southeastern Brazil
30. Aegiphila deppeana Steud. - central + southern Mexico, Central America, Colombia, Venezuela, French Guiana
31. Aegiphila duckei Moldenke - State of Amazonas in Brazil
32. Aegiphila elata Sw. - Florida, southern Mexico, Central America, Cayman Islands, Cuba, Hispaniola, Jamaica, Puerto Rico, Trinidad, Lesser Antilles, Guianas, Colombia, Venezuela, Bolivia, Peru, Ecuador, Brazil
33. Aegiphila elegans Moldenke - Ecuador, Bolivia, Peru, northwestern Brazil
34. Aegiphila elongata Moldenke - Ecuador
35. Aegiphila exiguiflora Moldenke - Pará State in Brazil
36. Aegiphila falcata Donn.Sm - Chiapas, Guatemala, Honduras, Costa Rica, Panama
37. Aegiphila farinosa Moldenke - Colombia
38. Aegiphila fasciculata J.D. Smith - Guatemala, Honduras, Nicaragua
39. Aegiphila fendleri Moldenke - Venezuela, Amapá State in Brazil
40. Aegiphila ferruginea Hayek & Spruce - Ecuador
41. Aegiphila filipes Mart. & Schauer - Costa Rica, Panama, Colombia, Venezuela, Bolivia, Peru, Ecuador, northwestern Brazil
42. Aegiphila floribunda Moritz & Moldenke - Colombia, Venezuela
43. Aegiphila fluminensis Vell. - southeastern Brazil
44. Aegiphila foetida Sw. - Jamaica
45. Aegiphila froesii Moldenke - State of Amazonas in Brazil
46. Aegiphila glabrata Moldenke - Peru
47. Aegiphila glomerata Benth. - Ecuador
48. Aegiphila gloriosa Moldenke - Pará, Bahia
49. Aegiphila goeldiana Huber & Moldenke - Pará
50. Aegiphila goudotiana Moldenke - Cundinamarca in Colombia
51. Aegiphila grandis Moldenke - Colombia, Venezuela, Ecuador
52. Aegiphila graveolens Mart. & Schauer - eastern Brazil
53. Aegiphila hastingsiana Moldenke - Guatemala
54. Aegiphila haughtii Moldenke - Peru, Ecuador
55. Aegiphila herzogii Moldenke  - Bolivia
56. Aegiphila hirsuta Moldenke - Bolivia
57. Aegiphila hirsutissima Moldenke - Colombia, Venezuela, Panama
58. Aegiphila hoehnei Moldenke - Venezuela, Panama, Peru, Ecuador, northwestern Brazil
59. Aegiphila hystricina Aymard & Cuello - Venezuela, Amapá State in Brazil
60. Aegiphila insignis Moldenke - Peru
61. Aegiphila integrifolia (Jacq.) B.D.Jacks. - widespread from Panama and Trinidad to Bolivia
62. Aegiphila intermedia Moldenke- Venezuela, Brazil
63. Aegiphila killipii Moldenke - Colombia
64. Aegiphila laeta Kunth - Colombia, Ecuador, Venezuela, Panama
65. Aegiphila laevis (Aubl.) J.F.Gmel. - Colombia, Guianas, Venezuela, Brazil
66. Aegiphila lanata Moldenke - Brazil
67. Aegiphila laxiflora Benth - Trinidad, Venezuela, Guyana
68. Aegiphila lehmannii Moldenke - Colombia, Ecuador
69. Aegiphila lewisiana Moldenke - Venezuela
70. Aegiphila lhotskiana Cham. - Suriname, French Guiana, Brazil, Bolivia, Paraguay
71. Aegiphila longifolia Turcz - northwestern Brazil, Colombia, Guyana
72. Aegiphila longipetiolata Moldenke - Peru
73. Aegiphila lopez-palacii Moldenke - Ecuador
74. Aegiphila loretensis Moldenke - Peru
75. Aegiphila luschnathii Schauer  - Brazil
76. Aegiphila macrantha Ducke - Brazil, Guianas, Venezuela, Trinidad
77. Aegiphila martinicensis Jacq. - Chiapas, Central America, West Indies, Trinidad, Venezuela, Colombia
78. Aegiphila mattogrossensis Moldenke - Mato Grosso
79. Aegiphila mediterranea Vell. - Brazil, Paraguay, Misiones Province in Argentina
80. Aegiphila medullosa Moldenke - Rio de Janeiro
81. Aegiphila membranacea Turcz. - Guianas, northwestern Brazil, Bolivia, Venezuela, Colombia, Ecuador, Peru
82. Aegiphila microcalycina Moldenke - Roraima
83. Aegiphila minasensis Moldenke - Minas Gerais
84. Aegiphila moldenkeana López-Pal. - Venezuela
85. Aegiphila mollis Kunth  - Nicaragua, Costa Rica, Colombia, Ecuador, Peru, northwestern Brazil, Venezuela, Panama,
86. Aegiphila monstrosa Moldenke - southern Mexico, Central America
87. Aegiphila montanaMoldenke - Colombia
88. Aegiphila monticola Moldenke - Ecuador
89. Aegiphila mortonii Moldenke - Peru
90. Aegiphila multiflora Ruiz & Pav. - Peru, Ecuador, Bolivia
91. Aegiphila narinensis Rueda - Colombia, Ecuador
92. Aegiphila nervosa Urb. - Jamaica, Hispaniola
93. Aegiphila novofrifurgensis Moldenke - southeastern Brazil
94. Aegiphila novogranatensis Moldenke - Colombia, Ecuador, Venezuela
95. Aegiphila obducta Vell. - southern Brazil
96. Aegiphila obovata Andrews - Trinidad & Tobago
97. Aegiphila obtusa Urb. - Jamaica
98. Aegiphila odontophylla Donn.Sm. - Panama, Costa Rica, Colombia, Venezuela
99. Aegiphila ovata Moldenke - Peru, Bolivia
100. Aegiphila panamensis Moldenke - southern Mexico, Central America, Colombia, Ecuador, Peru, northwestern Brazil, Venezuela
101. Aegiphila paraguariensis Briq. - Brazil, Paraguay
102. Aegiphila paranensis Moldenke - Paraguay
103. Aegiphila parviflora Moldenke - Venezuela, Brazil
104. Aegiphila pavoniana Moldenke - Ecuador
105. Aegiphila pennellii Moldenke - Tolima region of  Colombia
106. Aegiphila pernambucensis Moldenke - eastern Brazil
107. Aegiphila perplexa Moldenke - Trinidad & Tobago, Venezuela
108. Aegiphila peruviana Turcz. - Ecuador, Peru, Bolivia
109. Aegiphila plicata Urb. - Jamaica
110. Aegiphila pulcherrima Moldenke - Peru
111. Aegiphila purpurascens Moldenke - Ecuador
112. Aegiphila quararibeana Rueda - Costa Rica
113. Aegiphila quinduensis (Kunth) Moldenke - Colombia, Venezuela
114. Aegiphila racemosa Vell. - Brazil, Guianas, Colombia, Venezuela, Ecuador
115. Aegiphila riedeliana Schauer - Brazil
116. Aegiphila rimbachii Moldenke - Ecuador
117. Aegiphila roraimensis Moldenke - Guyana, Venezuela
118. Aegiphila saltensis Legname - Salta Province of Argentina
119. Aegiphila salticola Moldenke - Brazil
120. Aegiphila scandens Moldenke - Apure State of Venezuela, northwestern Brazil
121. Aegiphila schimpffii Moldenke - Ecuador
122. Aegiphila sellowiana Cham. - Bolivia, Peru, Brazil, Paraguay, Misiones Province of Argentina
123. Aegiphila setiformis Rusby - Bolivia
124. Aegiphila skutchii Moldenke - southern Mexico, Guatemala, Honduras, Nicaragua
125. Aegiphila smithii Moldenke - Peru
126. Aegiphila sordida Moldenke - Bolivia, Peru
127. Aegiphila spicata (Rusby) Moldenke - Bolivia, Peru
128. Aegiphila spruceana Moldenke - Peru, Colombia, Venezuela, northwestern Brazil
129. Aegiphila standleyi Moldenke - Costa Rica
130. Aegiphila steinbachii Moldenke - Bolivia
131. Aegiphila sufflava Moldenke - Ecuador, Peru
132. Aegiphila swartziana Urb. - Jamaica
133. Aegiphila sylvatica Moldenke - Colombia
134. Aegiphila ternifolia  (Kunth) Moldenke - Colombia, Venezuela
135. Aegiphila trifida Sw. - Jamaica
136. Aegiphila truncata Moldenke - Colombia
137. Aegiphila uasadiana J.R.Grande - Venezuela
138. Aegiphila ulei (Hayek) B.Walln. - Colombia, Ecuador, Brazil
139. Aegiphila umbraculiformis Moldenke - Peru
140. Aegiphila uniflora Urb. - Jamaica
141. Aegiphila valerioi Standl. - southern Mexico, Costa Rica, Nicaragua, Panama
142. Aegiphila vallensis Moldenke - Colombia
143. Aegiphila velutinosa Moldenke - Peru
144. Aegiphila venezuelensis Moldenke - Venezuela
145. Aegiphila verticillata Vell. - Brazil, Paraguay
146. Aegiphila villosa (Aubl.) J.F.Gmel - Brazil, Guianas
147. Aegiphila vitelliniflora Klotzsch - Brazil, Bolivia, Peru, Paraguay
148. Aegiphila volubilis Moldenke - Ecuador, Peru
149. Aegiphila wigandioides Lundell - Chiapas

## Hình ảnh

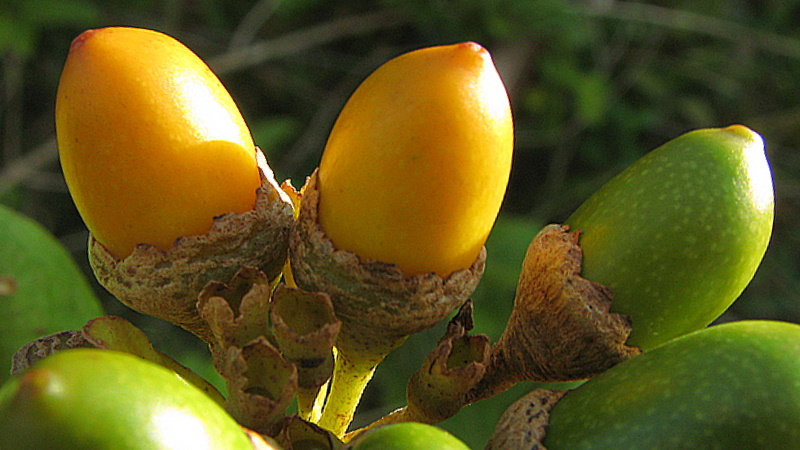
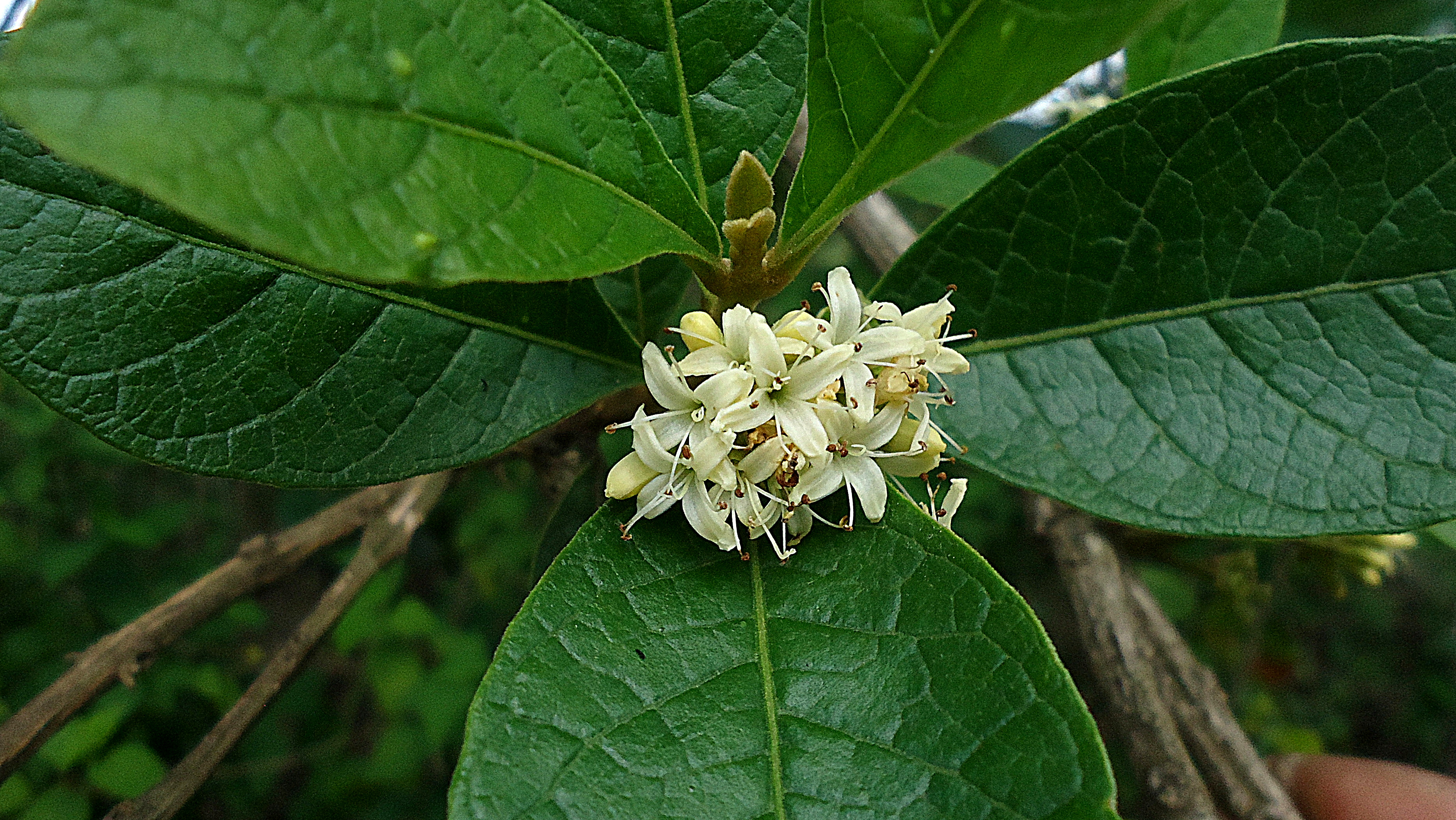
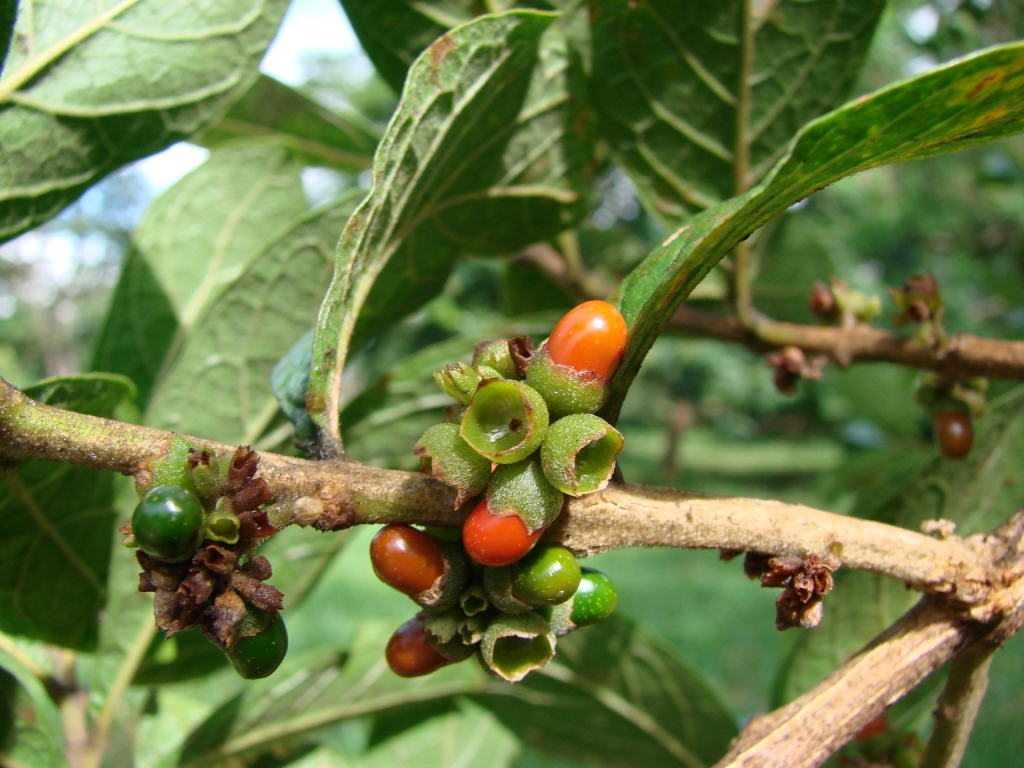
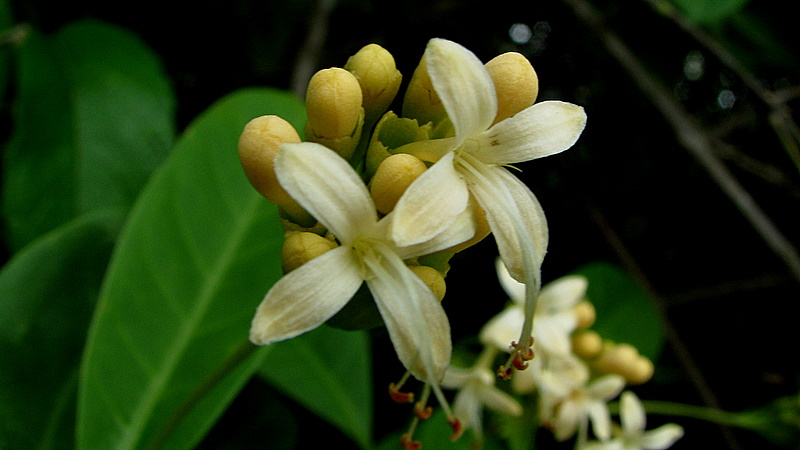